# دیگو گارسیا (بازیکن فوتبال، زاده ۱۹۹۰)
دیگو گارسیا (انگلیسی: Diego García؛ زادهٔ ۱۳ ژانویهٔ ۱۹۹۰) بازیکن فوتبال اهل اسپانیا است.
از باشگاه‌هایی که در آن بازی کرده‌است می‌توان به باشگاه فوتبال پومفرادینا و باشگاه فوتبال آلمریا اشاره کرد.